# 马蒂·涅米
马蒂·涅米（芬蘭語：Matti Niemi，1937年6月6日—），芬兰男子赛艇运动员。他曾代表芬兰参加1956年夏季奥林匹克运动会赛艇比赛，获得男子四人单桨有舵手铜牌。